# 인터넷 익스플로러 9
윈도우 인터넷 익스플로러 9(Windows Internet Explorer 9, IE9)는 마이크로소프트의 웹 브라우저 인터넷 익스플로러의 버전 가운데 하나이며, 2011년 3월 14일에 정식 버전이 출시되었으며, 윈도우 비스타와 윈도우 서버 2008을 지원하는 마지막 웹 브라우저다. Direct2D API를 이용한 GPU 그래픽 가속을 지원하는 것이 가장 큰 특징이다. 이 밖에도 빠른 브라우저를 표방하고 있으며 HTML5, CSS3를 완전히 지원하는 것이 목적이다. SVG 역시 지원한다. 이전 버전의 브라우저와 같이 Acid1, Acid2를 통과하였으며 Acid3 테스트 점수는 100점을 받았다.
2010년 3월, MIX10을 통해 일부 정보가 공개되었으며 현재 나온 벤치마크를 보면 그래픽 처리 등 일부 분야에서는 가장 빠른 속도를 보여준다.
윈도우 비스타, 윈도우 서버 2008, 윈도우 7, 윈도우 서버 2008 R2 (플랫폼 업데이트와 IE8이 설치되어 있는 상태)를 요구하며, 최소 윈도우 비스타부터 지원하는 Direct2D를 이용하여야 하므로 윈도우 XP, 윈도우 서버 2003, 윈도우 서버 2003 R2는 지원 자체가 불가능하여 제외되었다.
윈도우 7, 윈도우 서버 2008 R2용은 2016년 1월 12일부터 윈도우 XP 임베디드, 윈도우 8과 윈도우 비스타용 인터넷 익스플로러 7과 윈도우 비스타, 윈도우 서버 2008, 윈도우 7, 윈도우 서버 2008 R2용 인터넷 익스플로러 8 그리고 윈도우 7, 윈도우 서버 2008 R2, 윈도우 8용 인터넷 익스플로러 10과 동시에 지원이 종료되었고, 윈도우 비스타용은 2017년 4월 11일부터 윈도우 비스타와 동시에 지원이 종료되었으며, 윈도우 서버 2008용은 2020년 1월 14일부터 윈도우 7, 윈도우 서버 2008, 윈도우 서버 2008 R2 그리고 윈도우 7, 윈도우 서버 2008 R2용 인터넷 익스플로러 11과 동시에 지원이 종료되었다.

## 출시 역사
| 이름                                | 빌드           | 출시일     | Acid3 점수 | 새로운 기능                                                                               |
| ----------------------------------- | -------------- | ---------- | ---------- | ----------------------------------------------------------------------------------------- |
| 인터넷 익스플로러 9 플랫폼 프리뷰 1 | 1.9.7745.6019  | 2010-03-16 | 55/100     | CSS3와 SVG을 지원하는 차크라라는 이름의 새로운 자바스크립트 엔진.                         |
| 인터넷 익스플로러 9 플랫폼 프리뷰 2 | 1.9.7766.6000  | 2010-05-05 | 68/100     | 자바스크립트 성능 개선.                                                                   |
| 인터넷 익스플로러 9 플랫폼 프리뷰 3 | 1.9.7874.6000  | 2010-06-23 | 83/100     | HTML5 오디오, 비디오, 및 캔버스 태그, WOFF.                                               |
| 인터넷 익스플로러 9 플랫폼 프리뷰 4 | 1.9.7916.6000  | 2010-08-04 | 100/100    | 자바스크립트 엔진이 브라우저 중심 구성 요소 안에 통합됨 (구조적 변화).                    |
| 인터넷 익스플로러 9 플랫폼 프리뷰 5 | 1.9.7930.16406 | 2010-09-15 | 100/100    | 새로운 IE9 아이콘                                                                         |
| 인터넷 익스플로러 9 공식 베타       | 9.0.7930.16406 | 2010-09-15 | 100/100    | 새로운 사용자 인터페이스                                                                  |
| 인터넷 익스플로러 9 플랫폼 프리뷰 6 | 1.9.8006.6000  | 2010-10-28 | 100/100    | CSS3 2D를 더 좋게 바꿈, HTML5 의미태그                                                    |
| 인터넷 익스플로러 9 플랫폼 프리뷰 7 | 1.9.8023.6000  | 2010-11-17 | 100/100    | JScript의 더 나은 변화                                                                    |
| 인터넷 익스플로러 9 플랫폼 프리뷰 8 | 1.9.8080.16413 | 2011-02-10 | 100/100    | 성능 개선.                                                                                |
| 인터넷 익스플로러 9 정식 후보       | 9.0.8080.16413 | 2011-02-10 | 100/100    | 실적 개선, UI 개선, 웹표준 지원, GPU 가속, 새로운 인터페이스, 최종 평가판, 기타 사항 개선 |
| 인터넷 익스플로러 9                 | 9.0.8112.16421 | 2011-03-14 | 100/100    | 공식 버전                                                                                 |

## 이전 버전과 비교되는 새로운 기능
- 사용자 인터페이스
- 스크립팅
  - J스크립트 엔진 (이름 차크라) 추가
  - ECMA스크립트: 차크라 J스크립트 엔진을 통한 ECMA-262 지원 개선.
  - DOM 개선
- CSS 개선 (CSS3 배경 및 테두리, CSS3 값 및 단위, CSS3 미디어 쿼리)
- HTML5 지원 (HTML5 비디오, HTML5 캔버스, HTML5 인라인 SVG 지원)
- 웹 타이포그래피
- GPU 가속

### 웹 표준 지원 향상
이전 버전인 인터넷 익스플로러 8의 Acid3 테스트 결과가 20점대인데 비해 인터넷 익스플로러 9 플랫폼 프리뷰 4 이후 버전부터의 Acid3 테스트 결과는 100점으로 향상되었다.

### 사용자 인터페이스 개선
인터넷 익스플로러 8과 비교해 사용자 인터페이스의 많은 부분이 개선되었다. 웹사이트가 보이는 영역이 최대한으로 커졌고, 빠른 검색창/주소창 통합, 윈도우 에어로, 탭 분리, 점프 목록 등의 기능이 추가되었다.

## 사용자 에이전트 문자열
| 운영 체제                      | IE7 호환성 보기 지원 | 사용자 에이전트 문자열                                          | 문자열 확장 지원 |
| ------------------------------ | -------------------- | --------------------------------------------------------------- | ---------------- |
| 윈도우 7/윈도우 서버 2008 R2   | 예                   | Mozilla/4.0 (compatible; MSIE 7.0; Windows NT 6.1; Trident/5.0) | 예               |
| 윈도우 7/윈도우 서버 2008 R2   | 아니요               | Mozilla/5.0 (compatible; MSIE 9.0; Windows NT 6.1; Trident/5.0) | 아니요           |
| 윈도우 비스타/윈도우 서버 2008 | 예                   | Mozilla/4.0 (compatible; MSIE 7.0; Windows NT 6.0; Trident/5.0) | 예               |
| 윈도우 비스타/윈도우 서버 2008 | 아니요               | Mozilla/5.0 (compatible; MSIE 9.0; Windows NT 6.0; Trident/5.0) | 아니요           |

## 결함
인터넷 익스플로러 9는 XSLT를 표시하는 것 자체에 치명적인 결함을 가지고 있다.

## 주해
1. ↑  웹 표준 준수 여부 벤치마킹 테스트
2. ↑  마이크로소프트의 웹 관련 연간 콘퍼런스

## 같이 보기
- 브라우저 전쟁
- 웹 브라우저 목록
- 웹 브라우저 연표
- 웹 브라우저 시장 점유율